# Boston Pops Orchestra

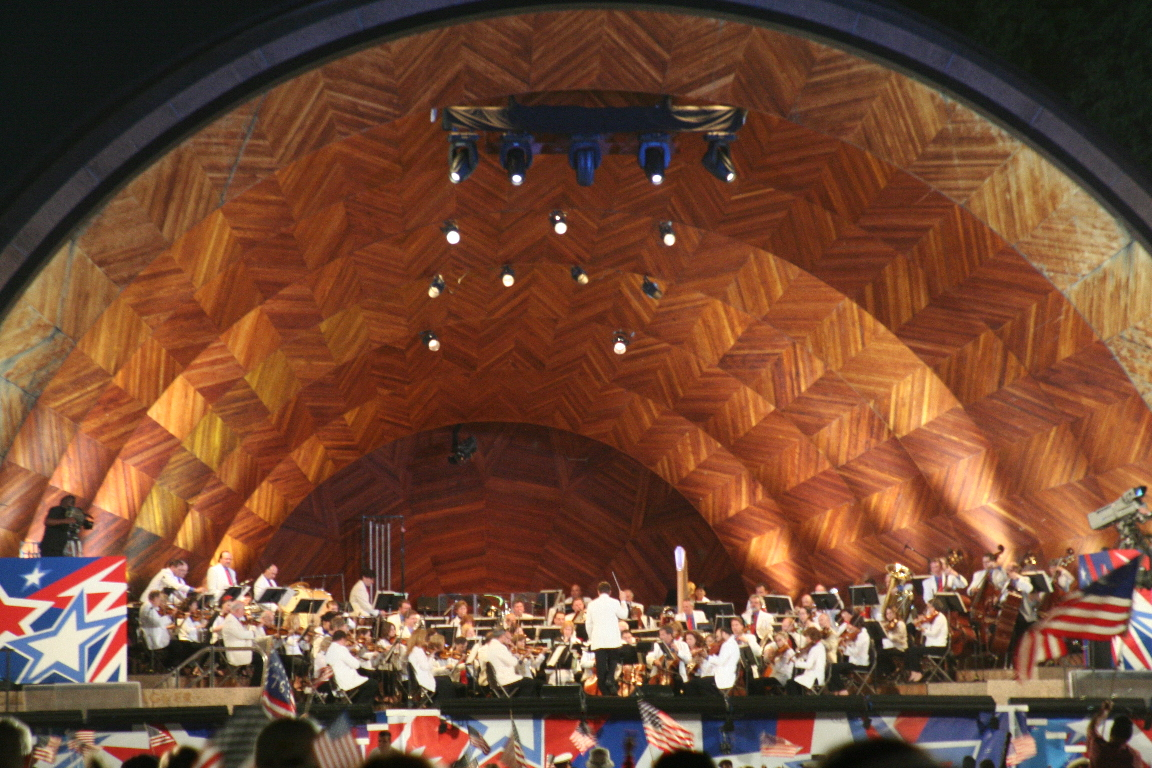
La Boston Pops Orchestra in un concerto all'aperto alla Hatch Shell il 4 luglio 2005.

La Boston Pops Orchestra è stata fondata nel 1885.

## Storia della nascita
Quando il direttore della Boston Symphony Orchestra (BSO), anno di fondazione 1881, la più grande del mondo e la più classica d'America, si accorse che la maggior parte dei professori, alla fine della stagione sinfonica, prendevano il largo in cerca di lavoro, senza fare più ritorno nell'anno successivo, decise di fondare una nuova orchestra parallela alla BSO ed un doppio organico, ove poter impiegare questi ottimi professionisti e quindi servirsene al momento opportuno. Nacque in questo modo, nel 1885 la Music Hall Promenade Concerts ove confluivano tutti questi professionisti. Già nel luglio del 1885 avvenne il primo concerto in pubblico sotto la direzione del maestro Adolf Neuendorff nella vecchia sede della Boston Music Hall.
Questa orchestra muterà ben presto denominazione già nel 1890 in “Boston Popular Concert” che poi diverrà “Boston Pops Orchestra” (Boston Pops). La Boston Pops subito si distinse dalle altre orchestre dell'epoca con un variegato programma di musiche classiche, erano soprattutto spezzoni di concerti e di opere facilmente orecchiabili che erano sì conosciute dagli addetti ai lavori ma sconosciute alla maggior parte delle persone che normalmente non assistevano né ai concerti né tanto meno sapevano cosa essi fossero.

## L'era di Arthur Fiedler
Artefice di tutto questo fu Arthur Fiedler, il primo nativo americano a salire su quel podio, nato proprio a Boston nel 1894, che diresse la Boston Pops per cinquant'anni, dal 1929 al 1979. Sotto la sua direzione si intensificarono gli appuntamenti concertistici in America ed in ogni parte del mondo; fu nel 1952 che iniziarono le trasmissioni radiofoniche americane e dal 1972 i concerti per la televisione nazionale. Nel 1974 fu l'anno della fondazione della festa del 4 luglio bostoniano denominata: 4th July on the Esplenade (zona di Boston sul Charles river che la divide dalla città di Cambridge). Qui ogni anno tengono il concerto i Boston Pops con il prosieguo in serata degli spari dei fuochi artificiali. È curioso osservare che in questa occasione viene eseguita l'Ouverture 1812 di Čajkovskij nella sua versione integrale, senza coro però, con spari di cannone, rintocchi di campane ed i famosi fuochi d'artificio. A questa festa nello stesso anno se ne aggiunse un'altra, l'annuale Concerto di Natale sempre tenuto dalla Boston Pops.

## Dopo Fiedler
Sotto la direzione del suo diciassettesimo direttore, il maestro nonché compositore di prestigio, John Williams succeduto a Fiedler nel 1980, si celebreranno nel 1985 i cento anni dalla fondazione con la esecuzione di musica dei ben noti compositori quali: Henry Mancini, Peter Davies e lo stesso John Williams. Dopo ben tredici anni, dal 1980 al 1993, nel 1994 sale sul podio Keith Lockart, trentacinquenne, che detiene anche la direzione della Utah Symphony, diventandone il ventiduesimo direttore.

## Cos'è oggi
In tutti questi anni, come già si è detto, la Boston Pops ha spaziato da un genere all'altro della musica mondiale selezionando con oculatezza i brani da eseguire, con estrema elasticità musicale e con quella professionalità che l'ha sempre distinta dall'avvento di Fiedler.
Da questa orchestra sono usciti pezzi sinfonici dai più popolari ai più sconosciuti, questi ultimi portati all'attenzione del pubblico ottenendone riconoscimenti ed enormi successi. Si eseguono pezzi che vanno da Bach a Beethoven, da Igor' Fëdorovič Stravinskij a Sergei Prokofiev, da Enrico Toselli a Glenn Miller, da Franz von Suppé a Giuseppe Verdi, fino ad arrivare a quella musica più vicina ai nostri giorni, quella del Jazz e del Rock. Con queste splendide esecuzioni, a volte adattate, arrangiate, persino rifatte dal nulla, la Boston Pops, ha sedotto la popolazione di un'epoca, ha rivisitato brani antichi e nuovi dandogli una veste musicale da far sognare chiunque l'ascolti. Qui viene a decadere la cosiddetta musica ”seria”, le opere lunghe e i concerti snervanti per l'ascoltatore poco attento; qui vengono proposte, in pagine brevi, concise, una scelta dei brani di più facile presa sul pubblico, modificandone a volte l'organico originale o addirittura brani trascritti per bande militari, non diminuendone però il loro valore artistico. La Boston Pops, da questo lato, non viene più considerata un'orchestra doppione della BSO o una sua complementare ma una vera e propria entità a parte, che sviluppa da sé i suoi programmi, gli investimenti sulle scelte future che non sono più legate, o imposte, ma libere. Questo lo si deve ancora a Fiedler che ha reso accessibile la musica di pochi, non a molti, sicuramente a tutti.

## Artisti che hanno collaborato
In tutti questi anni hanno collaborato, con la Boston Pops Orchestra moltissimi artisti tra cui si possono citare:
- Mark O'Connor, percussionista e compositore di musica country
- Leo Litwin, pianista;
- Jack Lowe, pianista;
- Alfred Krip, pianista;
- Marquita Lister, soprano;
- Leroy Anderson, compositore di musica jazz;
- Morton Gould, compositore: nel cinquantesimo anniversario della Boston Pops, dietro commissione della stessa, compose la marcia celebrativa dell'inaugurazione "Cheers" (Evviva);
- King' Singers, sestetto inglese di canto di Cambridge (Gran Bretagna);
- KD Lang, cantante;
- Teddy Broviecki, fisarmonicista e compositore;
- Paul Creston, compositore.
- John Williams, compositore, a cui fu affidata anche la direzione dell'orchestra dal gennaio del 1980 al dicembre del 1993.
- Chris Botti